# Robert Cumming Schenck
Pour les articles homonymes, voir Schenck.
Robert Cumming Schenck (1809 – 1890) , alias "Poker Bob", était un prestigieux général de la Guerre de Sécession et un partisan du président américain Abraham Lincoln, ce qui lui a permis d'être élu à la chambre des représentants après la guerre.

## Biographie
Robert Cumming Schenck est né dans l'Ohio dans une famille de spéculateurs immobiliers qui furent parmi les premiers à s'installer dans cet État et combattirent lors de la Guerre de 1812. Avocat à partir de 1831, il est élu à la chambre des représentants de l'Ohio en 1840 pour le parti Whig, puis réélu constamment.
Même s'il n'a pas de formation militaire, il se fait remarquer lors de la Guerre de Sécession par l'attaque de Fort Sumter, qui lui permet d'approcher le président Lincoln, et d'être nommé général. Il est élu à la chambre des représentants des États-Unis après la guerre.
Nommé ambassadeur américain au Brésil puis à Londres, il est emporté en 1871 par l'affaire de l'Emma Silver Mine, car on lui reproche d'avoir reçu des actions en échange de l'usage de son nom pour vendre à des investisseurs anglais cette compagnie minière de l'Utah, situé près de Salt Lake City. L'affaire éclate au grand jour lors d'un article du 8 avril 1874 du quotidien de Chicago Inter Ocean.
Le président américain Ulysses S. Grant lui demande de choisir entre spéculation et administration, mais Robert Cumming Schenck ne lui obéit qu'après avoir eu le temps de revendre ses actions, lorsqu'il apparaît que les réserves de la mine s'épuisent. Robert Cumming Schenck sera simplement réprimandé, après sa démission, et négociera un accord à l'amiable avec les actionnaires floués, après être rentré aux États-Unis en 1876.